# Sasrája
A sasrája (Myliobatis aquila) a porcos halak (Chondrichthyes) osztályának sasrájaalakúak (Myliobatiformes) rendjébe, ezen belül a sasrájafélék (Myliobatidae) családjába tartozó faj.
A Myliobatis porcoshal-nem típusfaja.

## Származása, elterjedése
Az Atlanti-óceán keleti részén él az Északi-tengertől és a La Manche csatornától Madeiráig és az Azori-szigetekig. Ezen belül a Vizcayai-öböltől északra ritka, bár esetenként Skóciáig és Dél-Norvégiáig is felhatol. Az északnyugat-afrikai partvidéken Szenegálig bizonyított, de feltételezik, hogy egészen Dél-Afrikáig előfordulhat. A Földközi-tengerben közönséges, így az Adriában is gyakori.

## Megjelenése, felépítése

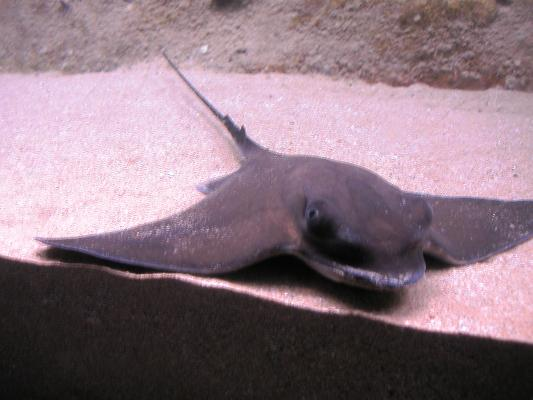
Akváriumi példány

Teste lapított, a hosszánál csaknem kétszer szélesebb. Teljes hossza 1-1,5 méter, úszófesztávolsága legfeljebb 183 centiméter. A 60 centiméteres úszófesztávú példány már felnőttnek számít. Testtömege legfeljebb 14,5 kilogramm. Az alakját meghatározó mellúszók nagyok, szélesek, hegyesek, szárny formájúak, a hátsó szélük öblösen bemetszett.
A patkó alakú fej szélesebb, mint amilyen hosszú, és a testtől kifejezetten elkülönül. A szemek és a nagy fecskendőnyílások a fej két oldalán helyezkednek el. Kicsik és lemezszerű fogai legfeljebb 7 sorban ülnek.
Farka ostorszerűen hosszú és vékony; körülbelül kétszer hosszabb, mint az állat testkorongja. Rajta egy kis hátúszó messze a hasúszó széle mögött helyezkedik el; mögötte még 1-2 tüske van és kicsiny farkúszó. Farka hegyes tüskében végződik. A tüske tövében méregmirigy lapul. Bénító hatású mérge égető fájdalmat és rosszullétet is okoz.

## Életmódja
Szubtrópusi és mérsékelt övi hal, amely a homokos és iszapos fenekű parti vizekben él 100-300 méter mélységig. Gyakran csoportban úszik. Táplálékai többnyire a tengerfenéken található apró gerinctelenek, de halak is.

## Szaporodása
Ál-elevenszülő, vagyis a hím által megtermékenyített peték, a nőstény petefészek vezetékének üregében fejlődnek ki. A „vemhesség” 6-8 hónapig tart. Egy alomban 3-7 kis sasrája van.

## Felhasználása
Kevéssé halásszák, mert a húsa nem ízletes, bár ehető. A sporthorgászok is kedvelik, de éppen ezért a legtöbbször visszaengedik a vízbe.